# HSwMS Härnösand (K33)
El HSwMS Härnösand (K33) es el tercer navío de la nueva clase de corbetas Visby ordenada por el Gobierno sueco y construido por Kockums. Esta corbeta entró al astillero Karlskrona par ser adaptada con equipo adicional y posteriormente declararse en servicio activo en 2009.

## Historia
Fue botada el 16 de diciembre de 2004 y nombrada por la princesa heredera Victoria.